# Yolane Kukla
Yolane Nicole Kukla (Brisbane, 29 settembre 1995) è una nuotatrice australiana.
Ha vinto la medaglia d'oro alle Olimpiadi di Londra 2012 nel nuoto e in particolare nella gara di staffetta 4x100 metri stile libero femminile.
Ha anche vinto una medaglia d'oro ai giochi del Commonwealth 2010 nella gara di 50 metri stile libero e due medaglie d'argento ai giochi PanPacifici nel 2010, una nella gara di staffetta 4x100 metri stile libero e una in quella di staffetta 4x100 metri misti.

## Palmarès
- Olimpiadi

Londra 2012: oro nella 4x100m sl.
- Giochi PanPacifici

Irvine 2010: argento nella 4x100m sl e nella 4x100m misti.
- Giochi del Commonwealth

Delhi 2010: oro nei 50m sl.